# インカピージョ
インカピージョ（Incapillo）は、アルゼンチンのラ・リオハ州に存在するカルデラである。また、更新世に噴火を起こしたアンデス山脈の中部火山帯（アンデス火山帯の一部を構成する）の火山の中では最南端に位置し、およそ44の成層火山とともに中部火山帯の一部を構成している。
中部火山帯の火山活動はナスカプレートが南アメリカプレートの下に沈み込むことによって引き起こされている。また、インカピージョとその周辺地域における火山活動は西方のマリクンガ帯と呼ばれる火山弧の活動が600万年前に停止した後に始まり、ピシス山、ボネーテ・チコ山、シエラ・デ・ベラデロなどの標高の高い火山が形成された。その後、これらの火山の間に多くの溶岩ドームが形成された。
インカピージョはアラスカのカトマイ山に匹敵するイグニンブライトの噴出源でもあり、その体積はおよそ20.4立方キロメートルに達し、形成時期は52万年±3万年前と51万年±4万年前のものが見つかっている。さらに、これらのイグニンブライトを噴出した噴火が起きていた頃に長径6キロメートル、短径5キロメートルの大きさを持つカルデラが形成された。その後も火山活動によってカルデラ内部により若い溶岩ドームが形成され、カルデラの南方では大規模な土石流が発生した。また、カルデラ内部の湖の水温が高いことから、インカピージョの下部では今日においても熱水活動が続いている可能性がある。

## 地理と地形

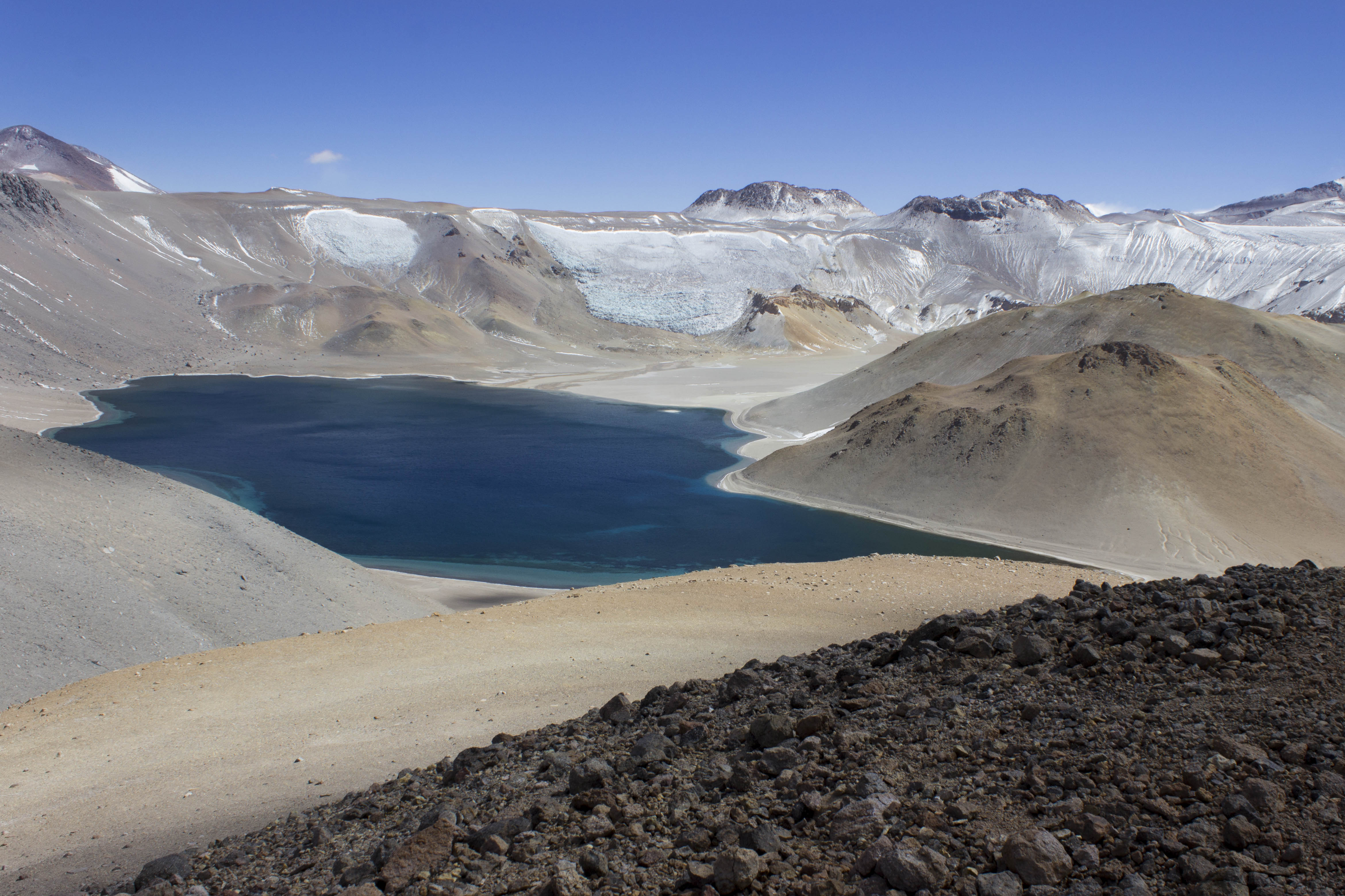
カルデラ内に存在するラグーナ・コロナ・デル・インカ

アルゼンチンのラ・リオハ州に位置するインカピージョは、爆発的な火山活動によって形成されたカルデラとしては世界で最も高い場所に存在する。インカピージョという名前はケチュア語で「インカの王冠」を意味し、他にボネーテ・カルデラ（Bonete caldera）、コロナ・デル・インカ（Corona del Inca）、あるいはインカ・ピージョ（Inca Pillo）の名でも呼ばれている。カルデラ周囲の山々の頂には先コロンブス期の頃から先住民が訪れていた。また、このカルデラは観光地の一つとして売り出されており、12月から4月にかけてアルト・ハグエ、またはビンチーナの村から四輪駆動車によるツアーで訪れることができる。
インカピージョは、チリ、ボリビア、およびアルゼンチンに跨るアンデス山脈の中部火山帯（アンデス火山帯の一部を構成する）に属し、この火山帯は6つ以上の第四紀に形成されたカルデラあるいはイグニンブライトの地質体、およそ44の成層火山、そして18以上のより小規模な火山体を含んでいる。これらの成層火山の中の一つであるオホス・デル・サラードは世界最高峰の火山である。また、アルティプラーノ＝プーナ火山群とその南に位置するセロ・ガランのカルデラも中部火山帯に属している。インカピージョは更新世に噴火を起こした中部火山帯の火山の中では最南端に位置しており、インカピージョに次いで南に位置する同様の火山は南部火山帯に属する南緯33度のトゥプンガトである。
インカピージョは長径が6キロメートル、短径が5キロメートルのカルデラであり、標高については5,750メートルとしている資料と、5,386メートルとしている資料がある。近隣の3つの火山体であるピシス山、ボネーテ・グランデ山、およびボネーテ・チコ山はそれぞれ地球上で最も高い場所に存在する火山体の一つであり、インカピージョを含む火山複合体の一部を構成すると考えられている。また、これらの火山体はイグニンブライトや複数の溶岩ドームが広がっている領域を取り囲むように存在する。インカピージョのカルデラの深さはおよそ400メートルであり、カルデラ内部の岩壁部分の高さは250メートルに達する。この岩壁の大部分は軽石を含むイグニンブライトによって形成されている。
40に及ぶ溶岩ドームがカルデラを取り囲んでおり、主に北西から南東の方角に分布している。これらの溶岩ドームはピシス山とボネーテ・チコ山の間に存在する東側のグループと、もう一つの別の火山であるシエラ・デ・ベラデロの方角に存在する西側のグループに分けられ、それぞれ100メートルから600メートルの高さを持っている。また、侵食によって削られた溶岩ドームの物質からなるエプロン（堆積物によって形成される急斜面の底部の緩やかな斜面）が多くの溶岩ドームの周囲におよそ幅1キロメートルにわたって広がっている。いくつかの溶岩ドームはその頂上に水で満たされた幅20メートルの噴火口を有し、カルデラの北側に位置するものについてはデイサイト質の組成と熱水変質の兆候が見られる。その一方で恐らくインカピージョのカルデラが形成される以前の火山複合体の一部だと考えられている溶岩ドームも存在し、いくつかの流紋岩質の溶岩ドームについてはカルデラが形成された後に浸食を受けた。これらの一連の溶岩ドームはかつては溶岩ドームではなく浸食の結果残った地形だと考えられていた。さらに、古い溶岩ドームについては衛星画像によって赤く酸化している状態が確認できる。インカピージョの周辺に広がる溶岩ドームの総体積はおよそ16立方キロメートルである。
世界で最も高い場所に存在する航行可能な湖だと考えられているラグーナ・コロナ・デル・インカは、カルデラの中心に存在する大きく変質を受けた溶岩ドームの隣に位置している。湖の深さは350メートルまたは13メートル、標高は5,300メートルまたは5,495メートル、表面積は2平方キロメートルまたは（1986年から2017年の間で）3.34平方キロメートル、あるいは1.8平方キロメートルなど、さまざまな数値が報告されている。カルデラの底に広がっている蒸発岩と湖成堆積物は恐らくこの湖によって形成された。また、衛星観測によって得られた13 °Cという水温は、湖に熱水活動が継続的に存在することを示唆している。湖は雪解け水を水源としているが、その表面積は1986年から2017年の間に減少した。その他の湖は窪地状の地形に存在する。

## 地質

### 広域的特徴

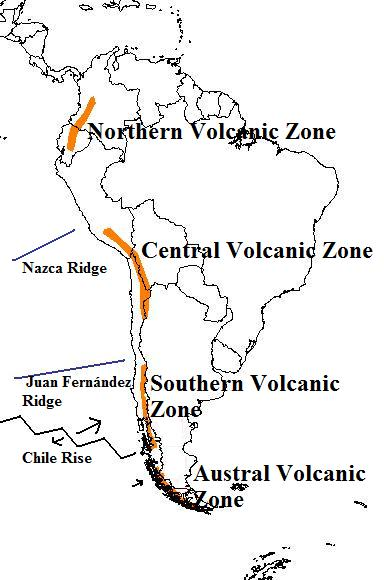
アンデス火山帯を構成する4つの火山帯を示した地図

アンデス山脈の中部火山帯の領域ではナスカプレートが南アメリカプレートの下に年間7センチメートルから9センチメートルの速度で沈み込んでいる。その結果としてペルー・チリ海溝が形成され、海溝の東方240キロメートルから300キロメートルに位置するオクシデンタル山脈では山脈に沿って火山活動が起きている。
インカピージョはチリ、ボリビア、およびアルゼンチンに位置する中部火山帯の一部を構成する少なくとも6つの異なるイグニンブライトの地質体、あるいはカルデラ火山のうちの一つである。また、インカピージョが属する中部火山帯はアンデス山脈に存在する4つの異なる火山帯のうちの一つである。インカピージョの西方およそ50キロメートルに位置するマリクンガ帯とよばれる火山弧は2700万年前に火山活動が始まった場所であり、マリクンガ帯ではコピアポ火山を含む成層火山やイグニンブライトが形成され、その活動は600万年前にホタベチェのカルデラが最後の噴火を起こして活動を停止するまで続いた。インカピージョの南に位置するパンペアン・フラットスラブ（フラットスラブは沈み込みの傾角が浅い海洋プレートを指す）が広がる一帯はさらに南方のトゥプンガティートまで続く火山活動の見られない地域と重複しており、地質構造の変化とも関連している。
火山学者のシャナカ・デ・シルバとピーター・フランシスは、1991年の著作である『Volcanoes of the Central Andes』の中で、中部火山帯を方位（北西と南東、あるいは北と南）に基づいてペルーの火山とチリの火山の2つの系統へさらに分けるべきだと提案している。一方でチャールズ・A・ウッド、G・マクローリン、およびピーター・フランシスは、1987年にアメリカ地球物理学連合において発表した論文の中で、上記とは別に9つの異なるグループへ分割することを提案している。

### 地域的特徴
インカピージョは地球上の火山地帯の中でも最も厚い深さ70キロメートルに及ぶ地殻の上に築かれている。いくつかの研究によれば、インカピージョの火山岩の同位体比の傾向は、インカピージョを作り出したマグマがその形成過程においてこの厚い地殻の影響を強く受けていたことを示している。また、インカピージョの緯度ではアントファージャ・テレーン（テレーンは周囲と地質形成の過程が異なる地殻の層を指す）の北部がクジャーニア・テレーンに接している。これらのテレーンは明確に異なる起源を持ち、オルドビス紀の間に南アメリカに付着した。さらに、この緯度では南アメリカプレートの下に存在するナスカプレートの沈み込みの傾角が南に向かって急激に浅くなっている。この沈み込みの浅化が起きている一帯は、火山活動の活発な中部火山帯と、より南方のマグマの活動が不活発なパンペアン・フラットスラブと呼ばれる領域の境界を形成している。このようにフラットスラブが存在する領域でマグマの活動が不活発となっている理由は、フラットスラブがアセノスフェアのマントルウェッジを除去してしまうためである。

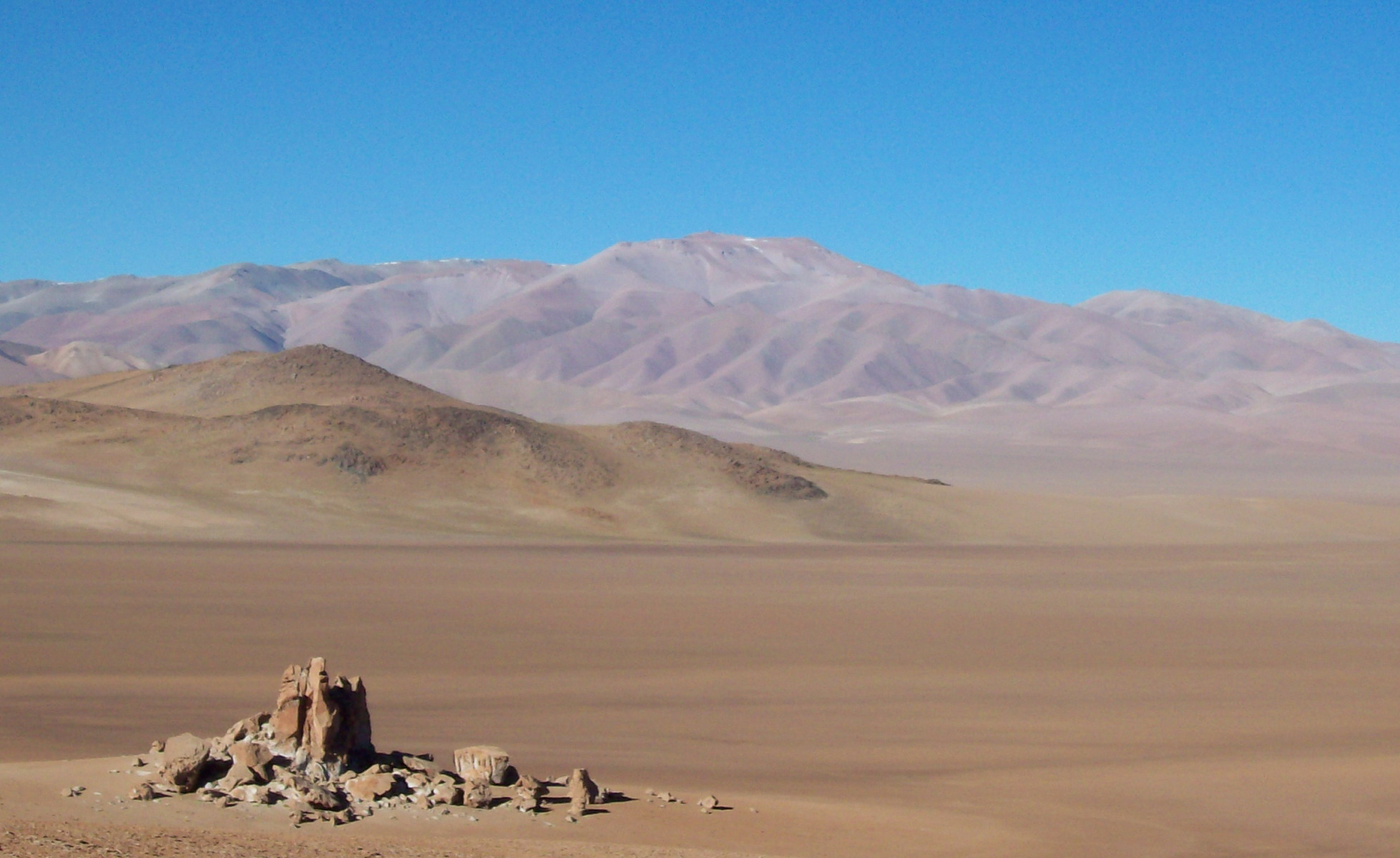
セロ・ガランのカルデラ

インカピージョはオホス・デル・サラードやネバド・トレス・クルセスを含む350万年から200万年前に活動した火山系の一部である。また、インカピージョとその周辺地域において最後に形成された火山体でもある。地質学者のスザンヌ・マールバーグ・ケイらは、この地域内で火山が形成された後に沈み込むスラブの傾角が浅くなったため、インカピージョの東方と南方では火山活動が起こらなくなったと指摘している。さらに、インカピージョはセロ・ガランやセロ・ブランコとともに北東から南西に連なる火山列の一部を構成しているとする見解もある。この火山列の形成はデラミネーション（地殻の下部が剥離してマントルへ落下する現象）と関連している可能性がある。また、これらの火山体は剛性の異なる2つの領域（剛性の低いオルドビス紀の堆積岩の領域と剛性の高い基盤岩の領域）の間に位置している。
インカピージョより古い時期に形成された溶岩ドームは、その形成において埋没した断層、あるいはピシス山とボネーテ・チコ山のマグマ供給系の影響を受けていた可能性がある。また、インカピージョの岩石の同位体比と組成に関する情報は、インカピージョのマグマが浅いスラブの上部のおよそ65キロメートルから70キロメートルの比較的限られた深度で形成されたことを示唆している。さらに、インカピージョは地震活動の震源の一つとなっているが、主だった山岳地帯の直下で見られる微かな地震波の速度異常はインカピージョの火山活動の衰えと関連している可能性がある。

### 組成
インカピージョのイグニンブライトはカリウムに富みマグネシウムに乏しい流紋岩からなり、砕屑物の形態をとる直径5センチメートルから20センチメートルのガラス質で多孔質の軽石を形成している。典型的な軽石は黒雲母、普通角閃石、斜長石、石英、およびサニディンの結晶を含み、少量のアパタイト、酸化鉄、チタン石も伴っている。一方で溶岩ドーム群はイグニンブライトよりもマグネシウムに富んだ均一な結晶質の組成を持っている。これらの溶岩ドームの岩石は角閃石、黒雲母、斜長石、石英、およびチタン石の斑晶を含み、一部の溶岩ドームはアルカリ長石も含んでいる。古い溶岩ドームはより新しい時期に形成された溶岩ドームと比べ角閃石に富み、石英に乏しい。また、カルデラ形成後に形成された若い溶岩ドームはカルデラ内部でのみ見られ、強い熱水変質を受けている。
インカピージョに由来する岩石はナトリウムに富み、イッテルビウムと比べてランタンとサマリウムの比率が高く、バリウムに関してはランタンよりもさらに比率が高い。同様に鉛204よりも鉛206、ストロンチウム86よりもストロンチウム87の方がより高い比率を示している。これらの希土類元素の比率のパターンは後期中新世のマリクンガ帯の岩石と類似しており、前期中新世の岩石とは対照をなしている。インカピージョにおけるこのパターンの変化はマリクンガ帯における火山活動が終了し、火山弧が東へ移動した時期に重なっている。このような元素の構成比率をもつ岩石ははっきりと円弧状に分布しており、多くの場所においてアダカイトの特徴を示している。これらの岩石は中央アンデスにおけるほぼすべての珪長質の火山岩とは異なり、ナトリウムと酸化アルミニウムをかなり豊富に含んでいる。
若い溶岩ドーム群の組成に関する情報は、これらの溶岩ドームがカルデラを形成した噴火の後に取り残された脱ガス化したマグマから形成されたことを示唆している。一方でカルデラが形成される以前に形成された一部の溶岩ドームは共通のマグマ溜まりから直接形成されたか、あるいは二次的なマグマ溜まりを介して間接的に形成されたと考えられている。鉛の同位体比の情報は、この火山が古生代の花崗岩と流紋岩が存在する領域の端部に形成されたことを示している。インカピージョのマグマは当初はアダカイト系列岩の高い圧力下に置かれた苦鉄質マグマとして形成されたとみられ、この苦鉄質マグマは地殻におけるアナテクシス（火成岩が溶融して再びマグマになる現象）によって直接、あるいは落下する地殻断片から間接的にもたらされた。その後、マグマの組成は地殻物質の混染作用と分別結晶作用によって変化した。また、沈み込むスラブの傾角が浅くなるにつれて、噴出したマグマを構成する要素の中でも地殻の柘榴石を含むレルゾライトや沈み込むスラブに引きずられた地殻の基盤岩、さらには火山の前弧域の岩石から形成されたグラニュライトとエクロジャイトが次第に重要性を占めるようになっていった。最終的にインカピージョのマグマ溜まりはマントルと下部地殻から切り離された。
インカピージョのイグニンブライトには角閃岩からもたらされた0.5センチメートルから4センチメートルのサイズを持つ捕獲岩が含まれ、角閃石が捕獲岩の主要な構成物質となっている。角閃石の結晶は斜長石の結晶の中に包有されており、時には黒雲母の結晶も副次的に取り込まれている。また、火山には人の手が加えられていない硫黄鉱床が存在する。

## 気候と植生

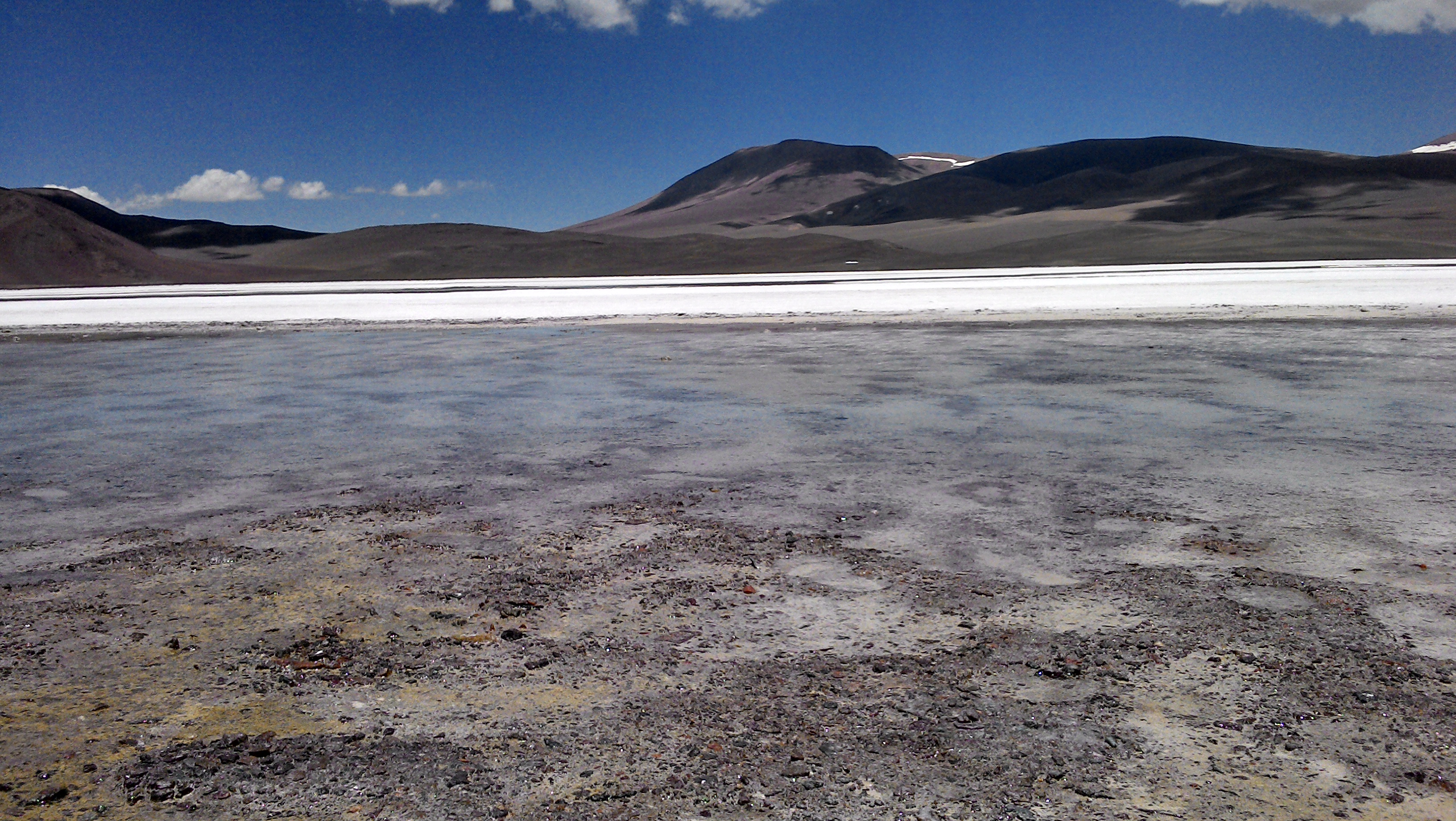
インカピージョの南に位置するラグーナ・ブラバ

インカピージョは標高の高い場所に存在するため、低温で低酸素な高山気候であり、風が強く、大部分の降水は夏にもたらされる。インカピージョ自体には気象観測所がないため、正確な気象データは得られていないものの、カルデラの南に位置するラグーナ・ブラバでは年間平均降水量が300ミリメートル、平均気温が0 °Cから5 °Cというデータが得られている。また、デサグアデロ川はボネーテ山系に源を発する。
ラグーナ・ブラバの周辺地域の植生は水の供給状態と標高によって変化し、高いところでは標高4,300メートルから5,000メートル付近まで植物が存在する。一方でこれ以下の標高では灌木が広がるステップとなる。標高5,000メートル付近ではウシノケグサ属、スティパ属などの草本が見られ、湿地帯ではノガリヤス属なども存在する。また、場所によってはアデスミア属やNototriche copon（ノトトリケ属の種）などの灌木の群生地が点在している。

## 火山活動
インカピージョの火山活動はマリクンガ帯における火山活動が終了した直後に始まり、地域内の最初の活動はピシス山で650万年前から350万年前にかけて起こった。その他の場所の火山活動はインカピージョの南側で470万年±50万年前、シエラ・デ・ベラデロで560万年±100万年前から360万年±50万年前、ボネーテ・チコ山で520万年±60万年前から350万年±10万年前にかけて起こった。300万年前から200万年前にかけて形成されたピルカス・ネグラスと呼ばれる場所の暗色安山岩の一部はインカピージョの火山複合体と関連があるとみられ、この暗色安山岩はピルカス・ネグラスにおける最後の火山活動期の生成物である。インカピージョ周辺の地域内に位置するピルカス・ネグラスの具体的な溶岩流の年代は、470万年±50万年前、320万年±30万年前、および190万年±20万年前である。また、安山岩から流紋岩の範囲の組成を持つ火山岩を噴出した火山活動によって、290万年±40万年前から110万年±40万年前にかけて同地域内にイグニンブライトと溶岩ドーム群が形成された。このうちカルデラ形成以前の最も若い溶岩ドームは87万3000年前±7万7000年前に形成されたものである。これらの溶岩ドームは爆発を伴わない地表への溶岩の押し出しによって形成された。
インカピージョのイグニンブライトは溶結しておらず、80.47平方キロメートルに及ぶ地表を覆い、カルデラから15キロメートルの距離まで広がっている。また、主に東方向へ一時的に現れる河川と南方のケブラーダ・デル・ベラデロ（ケブラーダは渓流を意味する）の流域に分布しており、サラード川の源流付近にも存在するとみられている。イグニンブライトの層の厚さは10メートルから250メートルの範囲に達し、層の下には厚さ5センチメートルの石質岩片と灰に富んだ火砕サージの堆積物が横たわっている。また、カルデラから離れた場所では帯状に分布しており、ケブラーダ・デル・ベラデロでは微細な灰の中にサッカーボール大の砕屑岩が混じっている。さらに遠い場所におけるイグニンブライトの岩石の性質は、イグニンブライトが流紋岩と（より粘性の低い）デイサイト質のマグマの混合物から形成された可能性が高いことを示している。
イグニンブライトの総体積はおよそ20.4立方キロメートルであり、年代は52万年±3万年前と51万年±4万年前のものが見つかっている。これらは流紋デイサイトから流紋岩の範囲の組成を持ち、結晶と軽石に富む一方で石質岩片は比較的乏しい。一方、イグニンブライトのマグマ噴出量（DRE）換算はおよそ14立方キロメートルである。これらのイグニンブライトの体積はアラスカのカトマイ山のイグニンブライトの体積に匹敵する。インカピージョのイグニンブライトは恐らく高い噴火柱を形成せず低高度の噴水型の噴火によって形成されたとみられ、噴火では最初にベースサージ（地表に対し水平で放射状に広がる高速の噴煙）が形成された後に火砕流が発生した。溶岩ドームを形成する噴火からイグニンブライトを形成する噴火への変化は、より高温のマグマがマグマ溜まりに注入されたことによって引き起こされた可能性がある。また、より可能性は低いと思われるものの、地殻運動の状態の変化を原因とする説もある。インカピージョのカルデラは、これらのイグニンブライトを形成した噴火が起こっていた時期に発生したピストン状の崩壊によって形成された。
これらの現象ののち、カルデラの南に位置する氷河の谷で「ケブラーダ・デ・ベラデロ・イグニンブライト」または単に「ベラデロ」の名で知られる石質岩片と軽石を多く含んだ土石流が発生した。この時に運ばれた石質岩片はシエラ・デ・ベラデロ、ボネーテ・チコ山、およびピルカス・ネグラスの溶岩に由来している。土石流の厚さはカルデラの南方5キロメートルの地点で15メートルから25メートル、より南方で10メートルから15メートルの範囲に及び、総体積は0.5立方キロメートルから0.7立方キロメートルに達する。また、赤褐色のデイサイトと砕屑岩を含んでいるため、インカピージョの主要なイグニンブライトとは異なる組成を持っている。この時に形成された地層は層理のない単一の構造をしており、恐らく氷河か火口湖の水によって生じたラハールあるいは土石流によってもたらされた。さらに風による侵食を受けたことで地層が削られ、尾根状の小高い丘が形成された。
カルデラ形成後に形成された若い溶岩ドームはカルデラ内部でのみ見られるため、カルデラを形成した火道を通って上昇するマグマから形成されたと考えられているが、形成された具体的な時期は不明である。また、カルデラ湖の温度が高いことから、インカピージョの地下では依然として熱水活動が続いているとみられている。一方で地震波トモグラフィーによって得られた情報はインカピージョの下部に少なくとも部分的に溶融した構造が存在することを示している。